# Transport ferroviaire au Danemark
 (décembre 2024).
Plan
Le système ferroviaire danois comprend plus de 2 000 km de lignes ferroviaires, dont les grandes lignes principales les plus importantes, ainsi que le réseau de la banlieue de Copenhague (S-tog) sont électrifiés. Le trafic est essentiellement constitué de voyageurs, mais il favorise aussi un important trafic de transit de marchandises entre la  Suède et l'Allemagne grâce à la réalisations de liaisons fixes (entre le Jutland, la Fionie, la Sjaelland et enfin et  surtout la liaison depuis 2000 entre Copenhague et Malmö).
L'entretien de la plupart des lignes est assuré par Banedanmark, une compagnie publique qui joue le rôle de gestionnaire d'infrastructure ferroviaire et, entre autres, est chargée d'attribuer les sillons aux entreprises ferroviaires.

La plupart des trains de voyageurs sont exploités par l'entreprise publique DSB, la société privée Arriva exploitant quelques lignes dans le Jutland. Le transport de marchandises est assuré principalement par Railion (groupe DB), quelques exploitants secondaires assurant toutefois une part significative du trafic intérieur (hors transit).

## Le réseau
- Vitesse opérationnelle max 310-320 km/h
- Vitesse opérationnelle max 270-300 km/h
- Vitesse opérationnelle max 240-260 km/h
- Vitesse opérationnelle max 200-230 km/h
- En construction avec vitesse opérationnelle max ≥ 200 km/h
- Vitesse opérationnelle max < 200 km/h

Banedanmark gère 2 323 km de lignes ferroviaires, ce chiffre n'incluant pas les lignes contrôlées par des chemins de fer privés. Toutes les voies au Danemark sont à l'écartement standard (1,435 m), à l'exception de quelques voies étroites de musées ferroviaires ; l'écartement métrique était autrefois assez commun sur les lignes secondaires, et l'écartement de 700 mm prévalait dans les chemins de fer industriels, tels que ceux qui transportaient les betteraves à sucre. 
Les lignes à voie étroite ont généralement disparu dans les années 1950 et 1960.
La vitesse maximum autorisée sur les grandes lignes est généralement de 180 km/h, et ne dépasse pas 75 et 120 km/h sur les lignes à moindre trafic ; cette vitesse peut être réduite localement selon l'état de la voie. Les traverses en béton ont été généralisées sur les lignes principales, mais on utilise toujours des traverses en bois sur les lignes secondaires et les embranchements. La traverse bi-blocs en béton est de plus en plus remplacée par des traverses monobloc.
L'âge moyen des voies sur le réseau danois est progressivement devenu un problème ces dernières années. Une étude réalisée par Banestyrelsen (devenu aujourd'hui Banedanmark) en 2003/2003 a montré que l'âge moyen des voies s'établissait à 24 ans, alors la recommandation est de 20 ans.

### Traversée ferroviaire de lamer Baltique

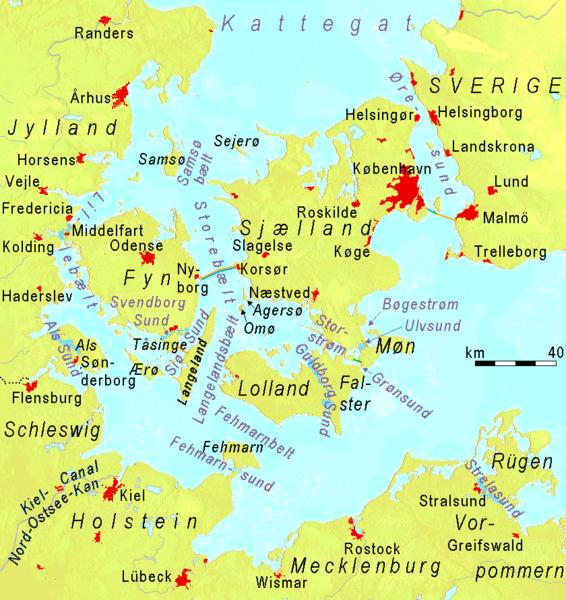
Carte du Danemark avec les ponts reliant les îles entre elles

Avec l'inauguration de l'Øresundsbron en juillet 2000, il est devenu possible de relier l'Allemagne à la Suède par liaison ferroviaire directe. Ce lien est exploité entre autres par Raillon, filière de la Deutsche Bahn. Il est entièrement électrifié en 25.000 V 50 Hz AC.
La liaison entre l'Allemagne et l'île de Lolland n'est plus assurée par des ferry-trains entre Rødby (Danemark) et Puttgarden (Allemagne) depuis la fin des années 2010. Ce lien de 19 km, appelé Vogelfluglinie en allemand ou Fugleflugtslinjen en danois, est destiné à être remplacé par le Lien fixe du Fehmarn Belt, tunnel immergé dont la construction a commencé en 2021 pour une mise en service prévue en 2029.

### Électrification
La traction électrique est très récente au Danemark sur le réseau principal. L'électrification des lignes principales de Sjaelland a commencé dans les années 1980, Fyn et  le Jutland méridional suivant dans les années 1990. Les lignes principales, équipées d'une caténaire, fonctionnent sous une tension alternative de 25 kV 50 Hz.  C'est le cas de la ligne principale venant de Suède et menant à Fredericia, via Copenhague, de même que les lignes de et vers Padborg et la frontière allemande. Comme les réseaux allemand et suédois sont électrifiés en courant alternatif 15 kV - 16 2/3 Hz, les locomotives pour trains de marchandises de Railion de la classe EG sont bicourant (25  et 15 kV).
Le réseau de la banlieue de Copenhague (S-Tog) est électrifié en courant continu à une tension de 1650 V, transmis par caténaire. Le métro de Copenhague utilise du courant continu 750 V fourni par troisième rail.

## Sécurité et signalisation
Les lignes principales sont équipées du système de sécurité ATC (Automatic Train Control), d'origine britannique, installé dans les années 1990, avec en complément un système plus économique l'ATC train stop, qui équipe certaines lignes secondaires. Un système différent, HKT, qui utilise la signalisation en cabine, a été installé en 1975 sur le réseau de banlieue S-Tog, certaines lignes utilisant une version simplifiée, forenklet HKT (F-HKT).